# Colette Fleury
Pour les articles homonymes, voir Fleury.
Colette Fleury est une actrice et productrice française, née le 17 avril 1929 à Maintenon (Eure-et-Loir), morte le 14 octobre 2015  à son domicile au Coudray (Eure-et-Loir).

## Biographie
Dans les années 1960, Colette Fleury a créé avec le comédien et producteur Roger Van Mullem la société de production de cinéma et de télévision, Maintenon Films.
Elle a passé les dernières années de sa vie dans sa maison de Maintenon.

## Filmographie

### Actrice
- 1953 : Quand tu liras cette lettre de Jean-Pierre Melville
- 1956 : Le Long des trottoirs de Léonide Moguy : une femme
- 1956 : Bob le flambeur de Jean-Pierre Melville : Suzanne, la femme de Jean
- 1956 : Paris, Palace Hôtel d'Henri Verneuil
- 1956 : Club de femmes de Ralph Habib
- 1956 : Mitsou de Jacqueline Audry
- 1956 : Le Secret de sœur Angèle de Léo Joannon
- 1957 : Jusqu'au dernier de Pierre Billon : la présentatrice
- 1959 : Quai des illusions d'Émile Couzinet
- 1959 : Deux hommes dans Manhattan de Jean-Pierre Melville : Françoise Bonnot
- 1960 : L'Homme à femmes de Jacques-Gérard Cornu : la secrétaire

### Télévision

#### Téléfilm
- 1957 : Trois pour cent de Jean Vernier : Christiane

#### Série télévisée
- 1976 : The Practice : Helen

### Productrice
- 1973 : La Porteuse de pain, série en 13 épisodes
- 1974 : Malaventure de Joseph Drimal
- 1984 : L'Aide-mémoire de Pierre Boutron d'après Jean-Claude Carrière